# Fridley
Fridley est une ville des États-Unis dans l'État du Minnesota ; elle est située dans la « petite couronne » de l'agglomération des Twin Cities à la limite nord de Minneapolis, dans le comté d'Anoka. Sa population s’élevait à 27 208 habitants lors du recensement de 2010, estimée à 27 476 habitants en 2016.

## Source de la traduction
- (en) Cet article est partiellement ou en totalité issu de l’article de Wikipédia en anglais intitulé « Fridley, Minnesota » (voir la liste des auteurs).

## Jumelages
- Fourmies (France)